# Pointel

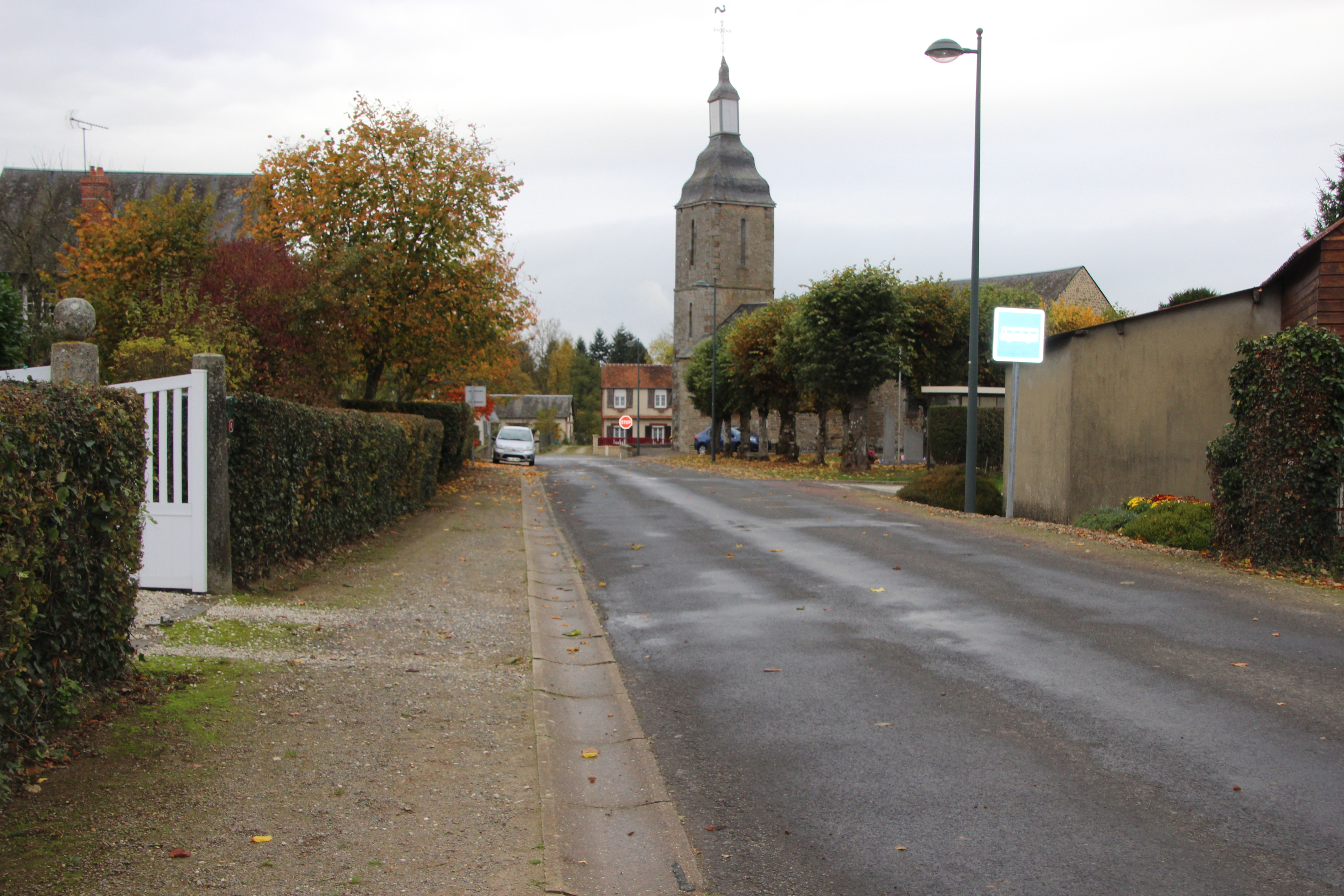
Pointel

Pointel es una comuna francesa situada en el departamento de Orne, en la región de Normandía. En 2018 tiene una población de 319 habitantes.

## Demografía
| 235 | 232 | 224 | 213 | 230 | 254 | 319 |
| Para los censos de 1962 a 1999 la población legal corresponde a la población sin duplicidades (Fuente: INSEE [Consultar]) |     |     |     |     |     |     |